# Mémorial du génocide de Rusiga
Le mémorial du génocide de Rusiga est un site commémoratif et un cimetière pour les victimes du génocide des Tutsis dans le secteur de Rusiga, dans le district de Rulindo, dans la province du Nord du Rwanda. 

## Emplacement
| \| 150 km1:3 445 000 \| Kibuye Gisenyi Bisesero Ntarama Kigali Nyamata Murambi Rusiga |
| 150 km1:3 445 000                                                                     |

| 150 km1:3 445 000 |

| Mémoriaux du génocide des Tutsis au Rwanda |
| (2018) Année d'inauguration                |

L'Église pentecôtiste de Rusiga et à l'Église catholique romaine de Rulindo sont les lieux les plus importants où se déroulent les tueries.

## Histoire

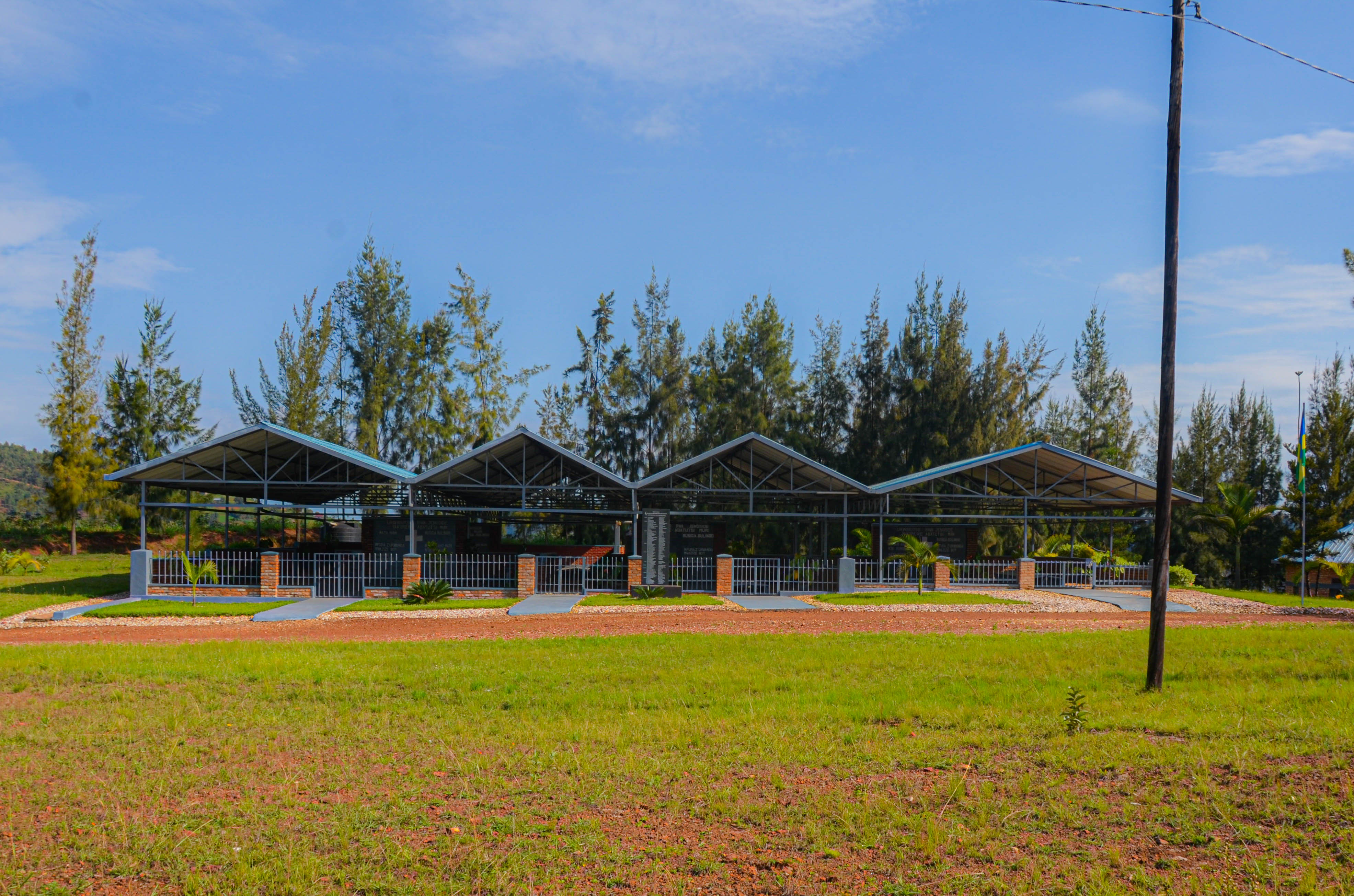
Vue du mémorial du génocide à Rusiga

Plus de 6 400 victimes du génocide y ont été enterrées. 
Dans le district de Rulindo, il y a huit autres lieux de commémoration et d’inhumation où, y compris le mémorial du génocide de Rusiga, 18 600 victimes ont été enterrées (données de mars 2014). 
Des massacres de Tutsis ont eu lieu dans le district, notamment à l'Église pentecôtiste de Rusiga et à l'Église catholique romaine de Rulindo,.
Le mémorial est dans une liste des « sites mémoriaux du génocide tels : Nyamata, Murambi, Gisozi et Bisesero ».